# حريت (صحيفة)
حريت (بالتركية: Hürriyet)‏ هي واحدة من أكبر الصحف اليومية التركية، تأسست عام 1948 وهي أعلى الصحف مبيعأ داخل تركيا.